# Crêpes

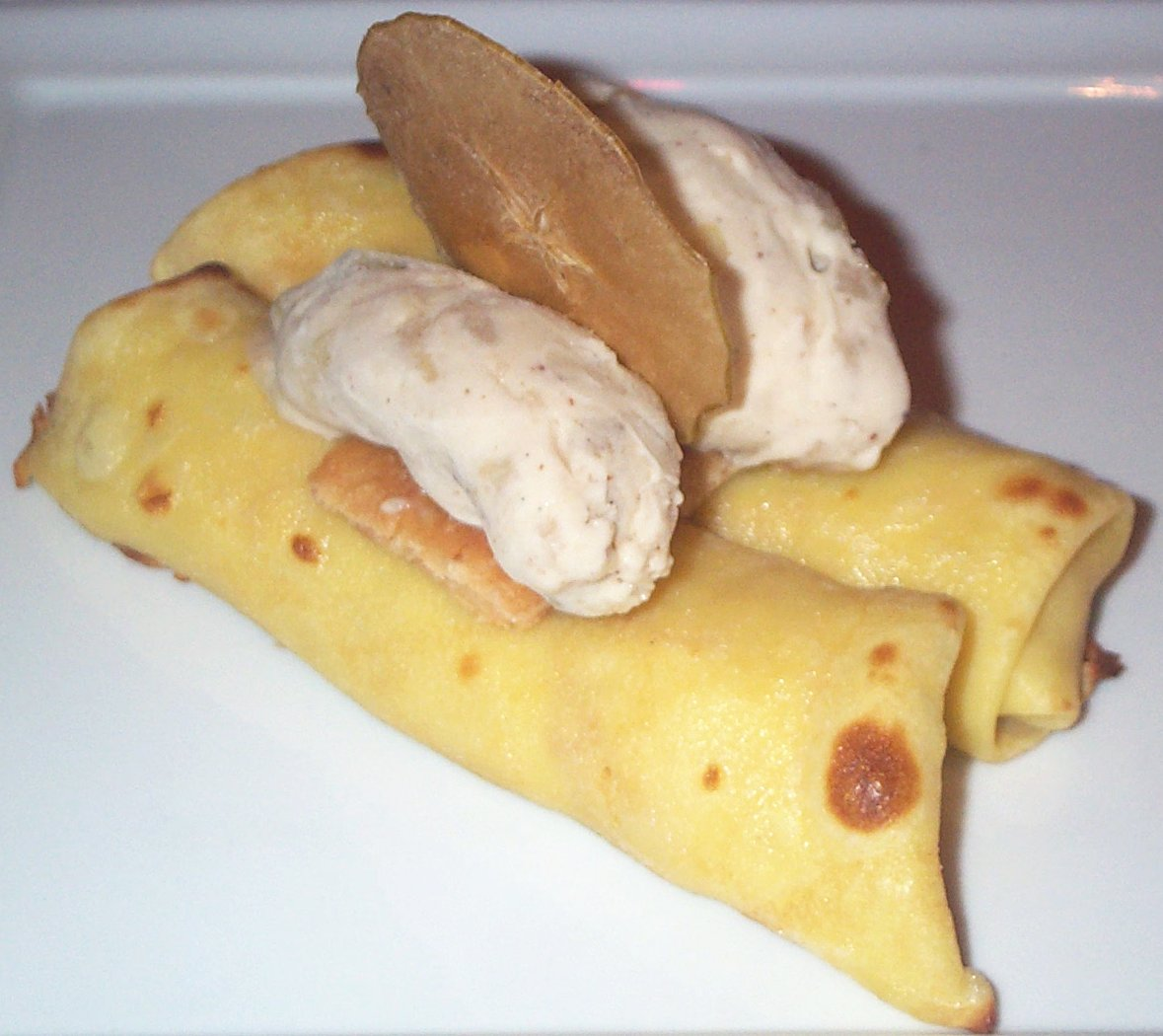
Crêpes

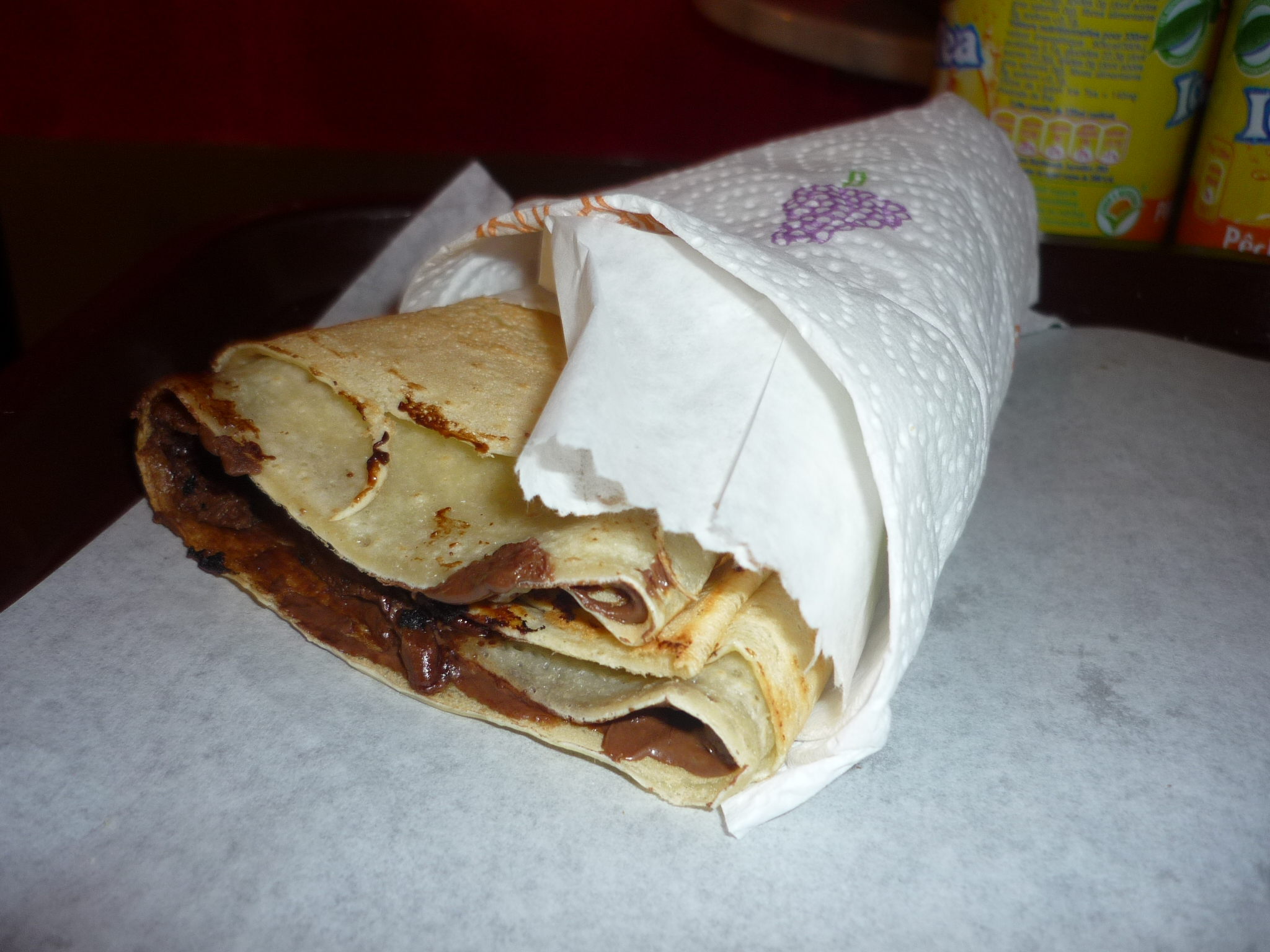
Tysk crêpes fylld med Nutella.

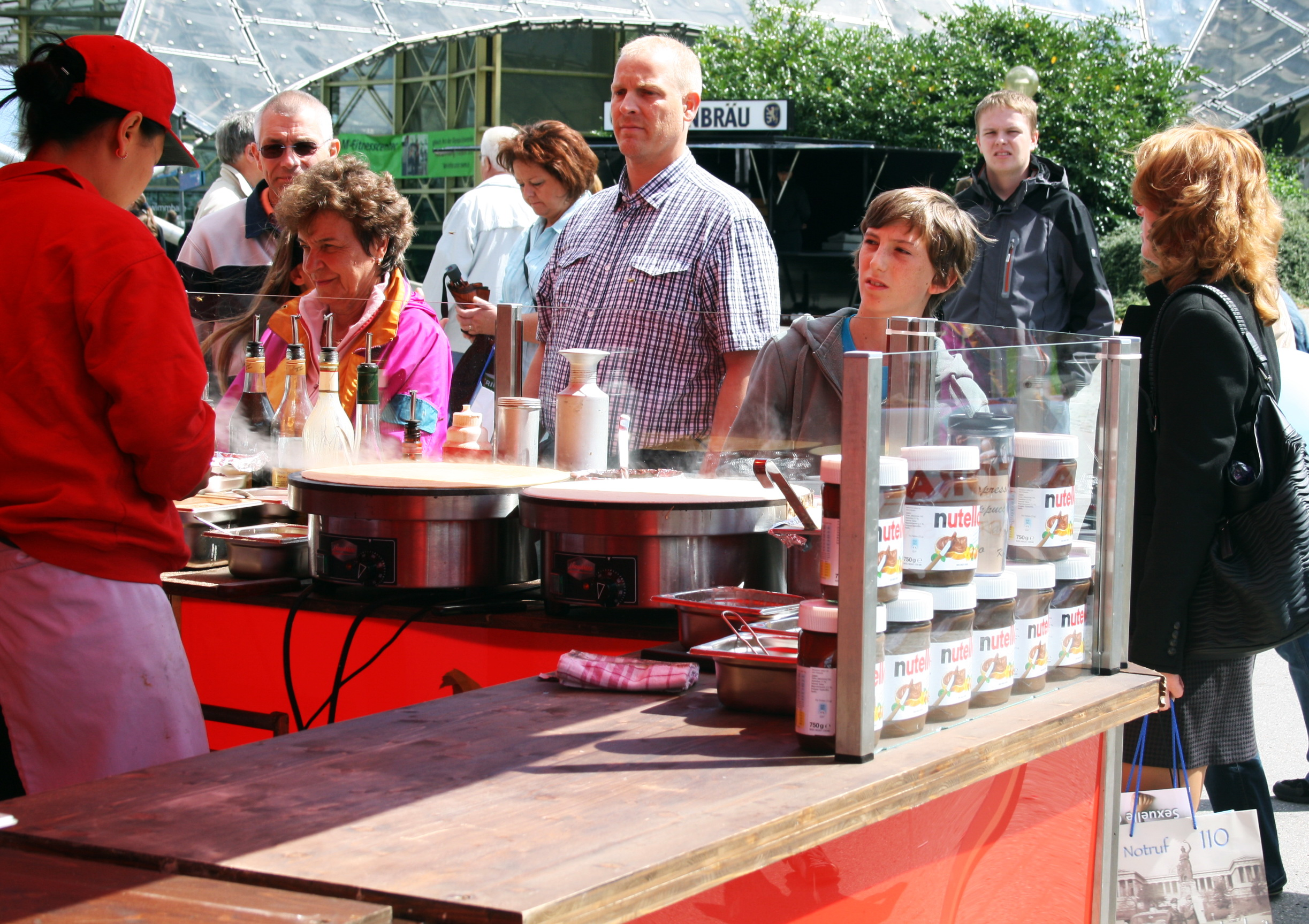
Ett stånd som säljer crêpes i München.

Crêpes (franska, av latinets crispus, 'rynkad', 'krusig'; uttal: [krɛp]) är tunna pannkakor i fransk stil. De kan serveras till förrätt, huvudrätt och dessert. Pannkakorna är ofta gjorda på många ägg och serveras vanligtvis rullade med fyllning såsom svamp, kött, ost- och skinka, räkröra eller flamberade i Grand Marnier med frukt, choklad, nötter och glass. Crêpes kan även gratineras i ugn.
Rätten har sitt ursprung i franska Bretagne, där den serverats sedan 1200-talet och i sin varmrättsversion benämnd galette. Det var när korsfarare red igenom Bretagne, på väg hem från Mellanöstern, som de introducerade föregångaren till dagens crêpes. Maträtten utvecklades sedan på de bergiga hedarna och än idag kallas rätten ibland för en saracen (benämningen för folkslaget som introducerade maträtten).

## Varianter

### Crêpes Suzette
Crêpes Suzette är en klassiker i det franska köket. Receptet varierar något men vanligtvis består det av crêpes som serveras i en sås bestående av apelsinjuice (alternativt mandarinjuice), socker, smör och likör (vanligtvis Grand Marnier). Alkoholen bränns traditionellt sett av genom flambering. Vanligtvis innehåller receptet även en mindre mängd citronsaft, riven apelsinzest samt apelsinfiléer.
Vem som skapade maträtten är omstritt, men det första nedskrivna receptet som påträffats dateras till 1896 och återfinns under namnet "Pancakes, Casino Style" (ungefär: "pannkakor i kasinostil") i kokboken Oscar av Oscar Tschirky. Receptet skiljer sig inte från dagens crêpes suzette, med undantaget att flambering inte används. 1903 förekommer receptet under sitt nuvarande namn i kokboken Handledning i modern kokkonst från 1903, av Auguste Escoffier.

#### Skrönor
En vanligt förekommande berättelse, som dock i delar kan vara korrekt, om rättens uppkomst är att prinsen av Wales, blivande Edvard VII, vid ett av sina besök i Monte Carlo 1885 ska ha blivit föreslagen en pannkaka anrättad på nytt sätt. Äran tillföll en ung kökspojke vid namn Henri Charpentier. Charpentier berättar i sina memoarer att han av misstag tände eld på alkoholen i rätten, varpå den flamberades. Till följd av tidsbrist lät han ändå servera rätten.
Efterrätten föll prinsen i smaken och han frågade om dess namn. Enligt Charpentier uppgav han namnet ”Crêpes Princesse”. Prinsen ska ha frågat om Charpentier kunde tänka sig att ändra namnet till Crêpes Suzette efter en ung fransk kvinna i prinsens sällskap, och därmed blev det rättens namn. Historien har blivit ifrågasatt av bland annat Larousse Gastronomique, som påpekar att den unge Charpentier inte bör ha fått uppdraget att servera prinsen.
En variant på denna skröna är att prins Bertil vid ett besök på en fransk restaurang bad servitrisen om ett förslag på maträtt. Servitrisen föreslog crêpes. Eftersom prinsen uppskattade rätten, och servitrisen hette Suzette, myntade han rättens namn till Crêpes Suzette.

### Galetter
Galetter serveras som varmrätt och är grövre crêpes bakade på bovetemjöl. Galetterna fylls med en mängd olika fyllningar såsom skinka, ost, kalkon, salami, rostbiff, räkor och kräftor m.m. De är inte lika söta som crêpes, och påminner mer om traditionella svenska pannkakor.